# Gianni Munari
Pour les articles homonymes, voir Munari.
Gianni Munari (né le 24 juin 1983 à Sassuolo en Émilie-Romagne) est un footballeur italien qui évolue au poste de milieu de terrain au Cagliari Calcio.

## Biographie
Gianni Munari joue trois matchs en Coupe de l'UEFA avec le club de US Palerme lors de la saison 2006-2007.

## Palmarès
US Lecce
- Championnat d'Italie D2 (1) :
  - Champion : 2010.

 Watford FC
- Championship (D2)
  - Vice-champion : 2015

 Cagliari Calcio
- Championnat d'Italie D2 (1) :
  - Champion : 2016.